# Молодіжна збірна Панами з футболу
Молодіжна збірна Панами з футболу (ісп. Selección de fútbol sub-20 de Panamá) — представляє Панаму на молодіжних змаганнях з футболу.

## Виступи намолодіжному чемпіонаті світу
- 1977 — 2001 — Не кваліфікувались
- 2003 — 2007 — груповий раунд
- 2009 — Не кваліфікувались
- 2011 — груповий раунд
- 2013 — Не кваліфікувались
- 2015 — груповий раунд
- 2017 — Не кваліфікувались
- 2019 — 1/8 фіналу
- 2023 — Не кваліфікувались

## Молодіжний чемпіонат КОНКАКАФ
| Панама 1962                      | Груповий раунд     |
| Гватемала 1964                   | Груповий раунд     |
| Куба 1970                        | Не кваліфікувались |
| Мексика 1973                     | Не кваліфікувались |
| Канада 1974                      | Не кваліфікувались |
| Пуерто-Рико 1976                 | Не кваліфікувались |
| Гондурас 1978                    | Не кваліфікувались |
| США 1980                         | Не кваліфікувались |
| Гватемала 1982                   | Не кваліфікувались |
| Тринідад і Тобаго 1984           | Груповий раунд     |
| Тринідад і Тобаго 1986           | Не брали участь    |
| Гватемала 1988                   | Не кваліфікувались |
| Гватемала 1990                   | Не кваліфікувались |
| Канада 1992                      | Не кваліфікувались |
| Гондурас 1994                    | Не кваліфікувались |
| Мексика 1996                     | Не брали участь    |
| Тринідад і Тобаго Гватемала 1998 | Не кваліфікувались |
| Канада Тринідад і Тобаго 2001    | Не кваліфікувались |
| Панама США 2003                  | 1 місце (Група A)  |
| США Гондурас 2005                | 2 місце (Група A)  |
| Панама Мексика 2007              | 2 місце (Група A)  |
| Тринідад і Тобаго 2009           | Не кваліфікувались |
| Гватемала 2011                   | 4 місце            |
| Мексика 2013                     | Чвертьфінал        |
| Ямайка 2015                      | 2 місце            |
| Коста-Рика 2017                  | Груповий раунд     |
| США 2018                         | Груповий раунд     |
| Гондурас 2022                    | 1/8 фіналу         |
| Мексика 2024                     | Півфінал           |

## Досягнення
- Молодіжний чемпіонат КОНКАКАФ:
  -  Віце-чемпіон (1): 2015